# T.J. Carrie
Travis Carrie Jr., detto T.J. (Antioch, 28 luglio 1990), è un giocatore di football americano statunitense che gioca nel ruolo di cornerback per i Carolina Panthers della National Football League (NFL). Fu scelto nel corso del settimo giro (219º assoluto) del Draft NFL 2014. Al college giocò a football all'Università dell'Ohio.

## Carriera

### Oakland Raiders
Carrie fu scelto nel corso del settimo giro del Draft 2014 dagli Oakland Raiders. Debuttò come professionista subentrando nella gara della settimana 1 contro i New York Jets, mettendo a segno cinque tackle e forzando un fumble. Il primo intercetto lo fece registrare nella settimana 4 su Ryan Tannehill dei Miami Dolphins nella gara disputata a Londra. La sua stagione da rookie si concluse con 44 tackle in 13 presenze, di cui 9 come titolare.

### Cleveland Browns
Nel 2018 Carrie passò ai Cleveland Browns.

### Indianapolis Colts
Il 30 marzo 2020 Carrie firmò con gli Indianapolis Colts.

## Statistiche
| Partite totali      | 13 |
| Partite da titolare | 4  |
| Tackle              | 44 |
| Sack                | 0  |
| Intercetti          | 1  |

Statistiche aggiornate alla stagione 2014